# Skrajna Teriańska Turnia
Skrajna Teriańska Turnia (niem. Vorderer Felsgartenturm, słow. Predná Terianska veža, węg. Elülső-Terianszko-torony) – jedna z wielu turni w Grani Hrubego w słowackiej części Tatr Wysokich. Jest położona między Skrajną Teriańską Szczerbiną na południowym wschodzie, oddzielającą ją od znacznie wybitniejszej Wielkiej Teriańskiej Turni, a szeroką Teriańską Przełęczą Niżnią na północnym zachodzie, która oddziela ją od Zadniej Bednarzowej Turni. W widoku od zachodu obydwie te turnie całkowicie zlewają się z sobą.
Opadająca ku północy i północnemu wschodowi (stoki Doliny Hlińskiej) ściana Skrajnej Teriańskiej Turni o wysokości 550 m tworzy jedną całość ze ścianą Wielkiej Teriańskiej Turni. Od zachodu ogranicza ją żleb opadający spod Teriańskiej Przełęczy Niżniej, a od wschodu depresja Skrajnej Walowej Ławki, Żleb Grosza, trawniki Wielkiego Ogrodu i Rynna Kurtyki. Największą i najniżej opadającą  formacją tej ściany jest jej północno-wschodni filar. Jego lewa część (patrząc od dołu) tworzy ograniczenie Wielkiego Ogrodu. W 2/3 wysokości jest olbrzymi, płytowy taras, któremu Władysław Cywiński nadał nazwę Teriańskiej Galerii. Na południowy zachód, do Niewcyrki, Skrajna Teriańska Turnia opada urwiskiem dużo niższym, niż ściana północno-wschodnia.
Jest jedną trzech Teriańskich Turni – pozostałymi są sąsiednia Wielka Teriańska Turnia i położona o wiele dalej na południowy wschód Zadnia Teriańska Turnia. Ich nazwy pochodzą od Teriańskich Stawów znajdujących się w Niewcyrce. Wprowadził je w 1956 r. Witold Henryk Paryski w 8. tomie przewodnika wspinaczkowego.

## Taternictwo
Skrajna Teriańska Turnia nie jest dostępna żadnymi znakowanymi szlakami turystycznymi. Jest w niej kilka dróg wspinaczkowych, ale obecnie dozwolone jest tylko przejście granią lub wspinaczka od strony Doliny Hlińskiej. Niewcyrka jest obszarem ochrony ścisłej TANAP-u z zakazem wstępu.
Drogi wspinaczkowe
1. Południowym filarem;  IV w skali tatrzańskiej, czas przejścia 2 godz.
2. Przez prawą część ściany Teriańskiej Galeri na Teriańską Przełęcz Niżnią; V+, A1, 18 godz.
3. Prawą częścią północnej ściany; V+, A0, 8-10 godz.
4. Przez Nos (środkiem północnej ściany); VI-, miejsca lodowe o nachyleniu do 80 stopni, 21 wyciągów, efektywny czas pierwszego przejścia 20 godz.
5. Lewą częścią północnej ściany; V, 5 godz.
6. Północno-wschodnim filarem; V+ w dolnej części, IV w górnej, 4 godz. 30 min
7. Północno-wschodnią ścianą, z Wielkiego Ogrodu; I, miejsce III, 2 godz., deniwelacja ok. 320 m[4].

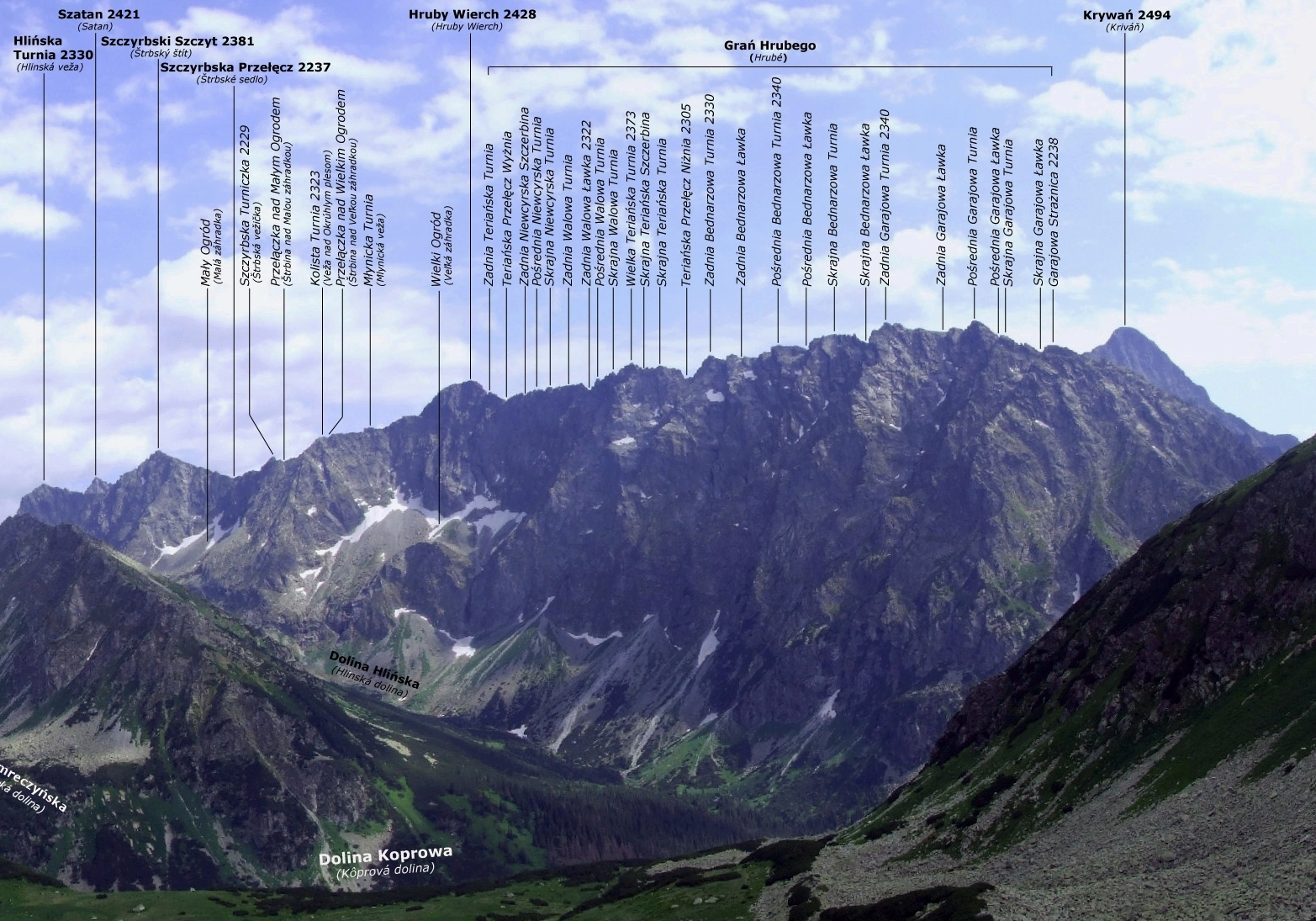
Widok z Zaworów
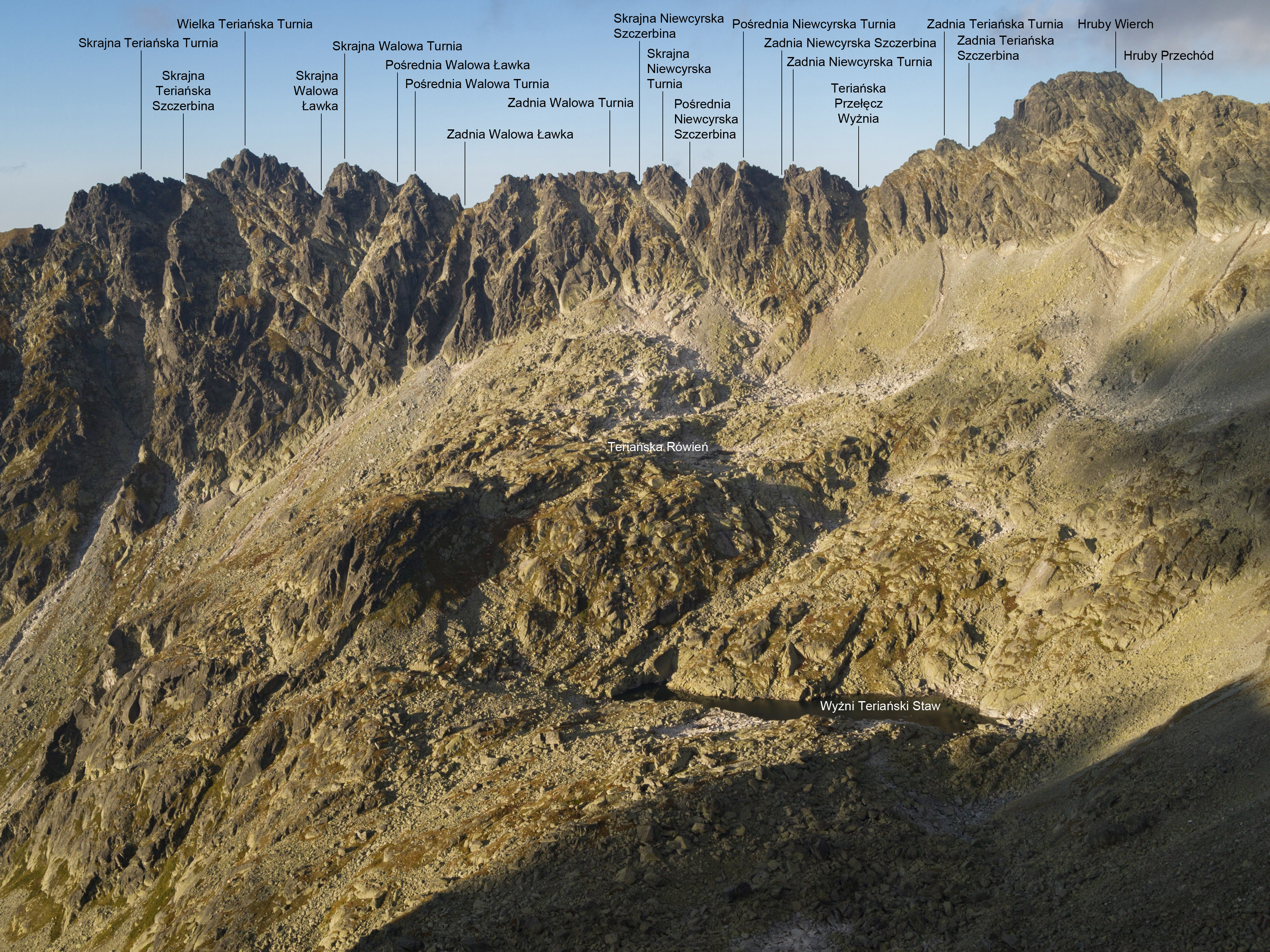
Widok z południowego wschodu